# Hyacinthe de Gaston
Pour les articles homonymes, voir Gaston.
Hyacinthe de Gaston, dont le patronyme complet est Marie-Joseph-Hyacinthe de Gaston de Saint-Sauveur, est né le 3 février 1767, à Rodez, et il est mort le 14 décembre 1808, à Paris ; il sert dans les armées, puis il émigre en Russie, à la Révolution ; de retour en France, il s’adonne à sa passion, la littérature, et il occupe, avant de mourir jeune, la position de Proviseur du Lycée Impérial de Limoges.

## Militaire – Émigré enRussie
Hyacinthe de Gaston, dont le patronyme complet est Marie-Joseph-Hyacinthe de Gaston de Saint-Sauveur, est né le 3 février 1767, à Rodez ; il sert dans les armées, où il a, en 1787, le grade de lieutenant de cavalerie dans le régiment des chasseurs à cheval du Gévaudan. Il émigre en 1791, et il rejoint l’armée des émigrés (il sert dans l’armée de Condé). Il se réfugie ensuite à Hambourg, puis à Saint-Pétersbourg. C’est là que ses talents littéraires, en poésie tout particulièrement, lui valent l’estime de l’impératrice Catherine II (qui décède en 1796), puis celle de l’empereur Paul Ier (empereur de Russie de 1796 à sa mort en 1801). Il obtient, grâce au comte Nikolaï Roumiantsev, un poste de secrétaire à la Bibliothèque impériale. Pendant son exil, il écrit des poésies, qui sont remarquées, et il entreprend une traduction de l’Énéide.

## Écrivain – Proviseur àLimoges

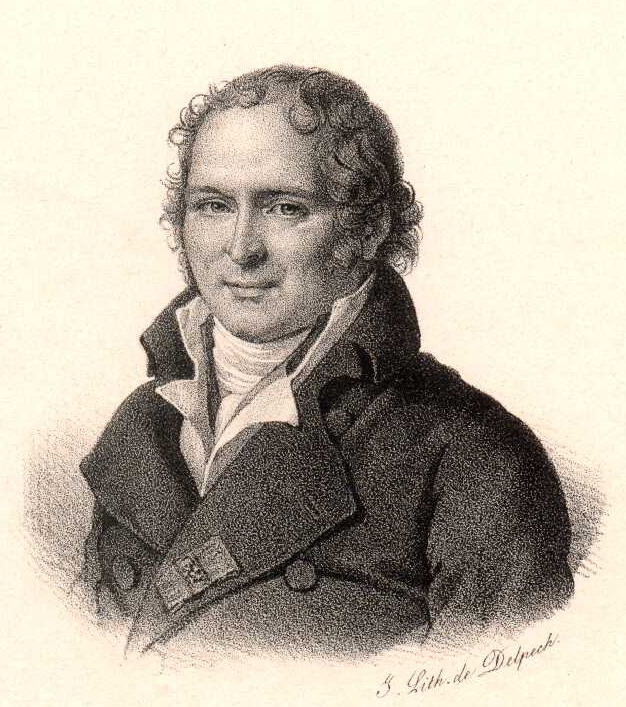
Antoine-François Fourcroy, responsable de l'Instruction Publique, fait nommer Hyacinthe de Gaston proviseur du Lycée de Limoges en 1804.

Hyacinthe de Gaston rentre en France en 1801, profitant de l’amnistie ; comme il l’avait fait en Russie, il se consacre à des travaux littéraires. Il termine la traduction de l’Enéide, qui est publiée à Paris en 1807. Il travaille sur plusieurs textes qui ne sont pas publiés (comme une tragédie, « Artaxerxés »). Il doit faire face à la détérioration de sa santé ; en effet, encore jeune, il souffre d’une maladie de poitrine. À son retour à Paris, il est entré en contact avec un parent, le chimiste Antoine-François Fourcroy. Fourcroy a été nommé par le Premier Consul, Napoléon, directeur général de l’Instruction publique. À cette époque, le collège de garçons de Limoges est réorganisé, et, en 1804, il est renommé Lycée Impérial. Fourcroy fait désigner comme responsable de l’établissement Hyacinthe de Gaston, qui prend donc la tête du lycée, à la rentrée 1804, avec le titre, tout nouveau, de proviseur. Hyacinthe de Gaston, dont la santé décline, n’exerce ses fonctions que durant deux années scolaires. La tuberculose l’emporte, et il meurt à Paris, âgé de 41 ans seulement le 14 décembre 1808.

## Extrait d’un «Dithyrambe» de Hyacinthe de Gaston
Peu après son retour d’émigration, Hyacinthe de Gaston publie à Paris, en 1802, une « Ode sur le rétablissement du culte », et, dans la même publication, figure un « Dithyrambe », dans lequel, comme on le voit dans l’extrait suivant, cet homme de 35 ans, qui vient de passer une dizaine d’années en exil, et qui est féru de poésie, célèbre les génies français de l’Art et de la Littérature :
« Irons-nous donc chercher dans de lointains climats
Des Apelle, des Phidias,
Des Sophocle, des Démosthène ?
Et vous aussi, Français, vous fûtes grands comme eux,
Rivaux, souvent vainqueurs de ces hommes fameux,
Corneille, le Poussin, Girardon, la Bruyère,
Racine, Montesquieu, Fénelon et Voltaire,
N'accusons pas les dieux par des regrets jaloux ;
Nous devons à la Grèce envier son Homère.
Mais le ciel, de ses dons libéral envers nous,
Lui refusa Buffon, La Fontaine et Molière. »

## Œuvres publiées
- Gaston, Marie-Joseph-Hyacinthe de, Ode sur le rétablissement du culte, suivie d'un dithyrambe, Paris, Le Normant, 1802
- Virgile, L'Énéide, traduite en vers par Marie-Joseph-Hyacinthe de Gaston avec des notes et un discours préliminaire, Paris, Le Normant, 1807

## Sources
- Pierre Delage, Lycée Gay-Lussac : 5 siècles d'enseignement, Saint-Paul, Le Puy Fraud éd., 2010
- Roman d'Amat (sous la direction de), Dictionnaire de biographie française, Paris, Letouzey et Ané, 1980-1982